# Mostyska
Mostyska (tiếng Ukraina: Мостиська) là một thành phố của Ukraina. Thành phố này thuộc tỉnh Lviv và có diện tích 25,3 km². Theo kết quả cuộc điều tra dân số năm 2022, dân số của thành phố là 9103 người.